# 乔治时代
乔治时代（英語：Georgian era）指大不列顛王國漢諾威王朝1714年－1837年的一段時期，期間四位名為喬治的國王，即喬治一世、喬治二世、喬治三世和乔治四世連續在位时间，其中1811年至1820年又称为摄政时代。有时，也将威廉四世（1830年至1837年）在位时期算入乔治王时期。该时期下启维多利亚时代。
喬治時代一詞並不適用於20世紀兩位同名的英國國王喬治五世和喬治六世的時代。

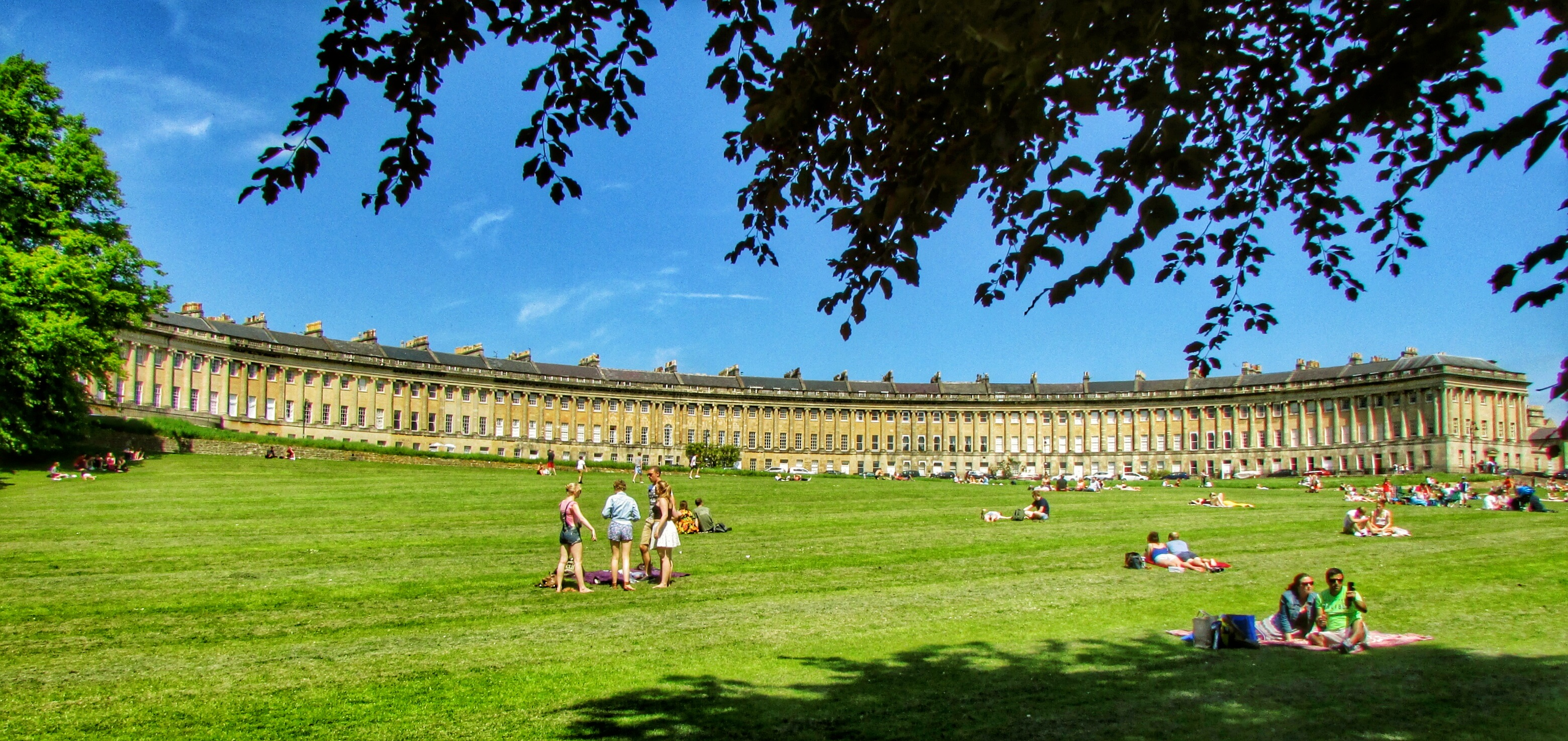
皇家新月，喬治時代所流行的建築代表之一

## 外部連結
- Rocque's Map of London Online, 1746
- Georgians 的存檔，存档日期25 April 2015. British Library history resources about the Georgian era, featuring collection material and text by Dr. Matthew White.
- British Library Timelines: Sources from History 的存檔，存档日期1 February 2010.